# Elmar Beierstettel
Elmar Beierstettel (ur. 8 listopada 1948 w Assamstadt, zm. 13 listopada 1985 w Tauberbischofsheim) – niemiecki szpadzista reprezentujący RFN, dwukrotny medalista mistrzostw świata.
W 1968 roku zdobył indywidualnie brązowy medal mistrzostw świata juniorów we florecie.
Podczas mistrzostw świata w Grenoble w 1974 roku reprezentacja RFN w składzie: Elmar Beierstettel, Hans-Jürgen Hehn, Joachim Peter, Alexander Pusch i Gerd Opgenorth zdobyła złoty medal w zawodach drużynowych szpadzistów. W tej samej konkurencji Beierstettel zdobył również srebrny medal na rozgrywanych rok później mistrzostwach świata w Budapeszcie.
Nigdy nie wziął udziału w igrzyskach olimpijskich.